# Platycercus
Genre
Les perruches du genre Platycercus sont des perruches aux couleurs vives originaires d'Australie. Suivant la classification, on en distingue 5 à 8 espèces. Le nom platycercus se réfère à une caractéristique de ce genre d'oiseaux et de la sous-famille à laquelle ils appartiennent: platycercus signifie "à la queue large" ou "plate".

## Description
Leur taille varie de 25 à 38 cm. Leur alimentation est à base de graines et de fruits.

## Répartition
Ces perruches sont originaires d'Australie et des îles environnantes. Un certain nombre d'entre elles ont migré en Nouvelle-Zélande et dans l'île Norfolk.

## Habitat
Ces espèces habitent les forêts, les bois, la campagne, les banlieues, les jardins. Leur habitat se limite aux montagnes et aux plaines côtières mais on ne les trouve pas à l'intérieur des terres.

## Captivité
À cause de leurs couleurs remarquables, plusieurs espèces sont largement élevées en captivité.

## Liste des espèces
D'après la classification de référence (version 6.4, 2016) du Congrès ornithologique international (ordre phylogénique) :
- Platycercus caledonicus – Perruche à ventre jaune
- Platycercus elegans – Perruche de Pennant
- Platycercus venustus – Perruche gracieuse ou Perruche de Brown
- Platycercus adscitus – Perruche à tête pâle
- Platycercus eximius – Perruche omnicolore
- Platycercus icterotis – Perruche à oreilles jaunes ou Perruche de Stanley